# Diego López II d'Haro
Diego López II d'Haro el Bo (Nájera prop de 1140 - † 16 d'octubre de 1214). Fill de Lope Díaz I d'Haro i Aldonza Ruiz de Castro. Va ser cinquè senyor de Biscaia entre els anys 1170 i 1214.
Des de 1186 apareix al capdavant de La Rioja, Castella la Vella, Asturias de Santillana, Àlaba i Guipúscoa com a governador, a més dels seus senyorius hereditaris. En 1187 va tenir gran intervenció en la concessió del furs de Haro i en la confecció del de Santo Domingo de la Calzada. Probablement va intervenir també en la concessió de privilegis a altres poblacions de La Rioja, com Nájera, Logronyo i Calahorra. Va ser banderer en les batalles contra els almohades a Alarcos (19 de juliol de 1195), que pels seus mals resultats va rebe el malnom el dolent
La incorporació d'Àlaba a Castella va tenir lloc de forma definitiva en 1200, després de la campanya duta a terme per Alfons VIII de Castella al seu territori, i als de Treviño i Guipúscoa. Va participar en la batalla de Las Navas de Tolosa (16 de juliol de 1212) sota el comandament d'Alfons VIII i després del gran èxit en aquesta batalla van canviar el seu malnom a el bo. D'aquesta última li van encarregar realitzar el repartiment del botí, i, segons la tradició, el va fer sense guardar-se res per a ell. Per aquest motiu el rei li preguntà "i per a vos, Diego?", i va contestar No vull més, senyor, sinó que al monestir de Santa María la Real de Nájera, se li retorni la vila i l'honor del port de Santoña, que els seus avantpassats antigament li donaren. El rei Alfons el 29 de desembre de 1212 li va donar amb caràcter hereditari el senyoriu del Duranguesat, amb el que va reunir la Biscaia completa. El 19 d'octubre de 1214 va ser enterrat en el claustre del Monestir de Santa María la Real de Nájera. Durant molts anys l'ajuntament de Nájera va conservar el costum de presentar-se en corporació davant el sepulcre de Diego en els canvis d'ajuntament.

## Matrimonis i descendència
Va casar-se amb María Díaz de Lara, filla del comte Manrique de Lara amb la qual va tenir: 
- Lope Díaz.

En segones núpcies amb Tota Pérez de Azagra, filla de Pedro Rodríguez de Azagra matrimoni del que van néixer: 
- Lope Ruiz d'Haro: va formar la línia dels senyors dels Molares.
- Pedro Díaz d'Haro: senyor de Cárcar per consideracions de la seva mare i avis materns.
- Urraca Díaz d'Haro: va casar amb Alvaro Nuñez de Lara; en enviudar es va fer monja cistercenca.
- Aldonza Díaz d'Haro: va casar amb Rui Diaz dels Cameros.
- María Díaz d'Haro: va casar amb el comte Gonzalo Nuñez de Lara.
- Teresa Díaz d'Haro: va casar amb el seu cosí l'infant don Sancho de León, fill del rei Ferran II de Lleó.
- Mencia Díaz d'Haro: va casar amb Alvaro Diaz de Cameros, germà del marit de la seva germana Aldonza.